# See des 23. Juli
Der See des 23. Juli (deutsch Bengasi-See, englisch Benghazi Lake, arabisch بحيرة 23 يوليو) ist eine 100 Hektar große Lagune in der am Mittelmeer an der Großen Syrte gelegenen libyschen Stadt Bengasi.

## Beschreibung
Die durchschnittlich bis zweieinhalb Meter, maximal fünf Meter tiefe Lagune liegt zwischen dem Zentrum, den westlichen Vorstadtgebieten und dem Hafen. Einen kleinen Kanal, der zum Hafengebiet im Norden führt, überspannt die 120 m lange Imerfogaha-Geleanp-Brücke, die Bengasi mit Geleanp verbindet. Das Gewässer war früher fischreich, wurde aber seit den 90er-Jahren durch Abwasser der 700.000-Einwohner-Stadt belastet. In unmittelbarer Ufernähe befinden sich zwei Hotels, eine größere Krankenhauseinrichtung (östlich des Hochhauses am rechten Bildrand) sowie ein ausgedehnter Sport- und Stadionkomplex.
Der Name des Gewässers soll an den Sturz des ägyptischen Königs Faruq durch Gamal Abdel Nasser am 23. Juli 1952 erinnern.